# Villa Romei Longhena Provaglio
Villa Romei Longhena Provaglio a Capodimonte, frazione del comune di Castenedolo in provincia di Brescia.

## Storia
Edificata per volere di Pietro Francesco Longhena nel 1770 su progetto dell'architetto bresciano Antonio Marchetti.

### La Villa
La villa è anticipata da un grande cancello che dà accesso al giardino anteriore, posto a nord dal quale si arriva alla villa mediante il viale principale.
La facciata si presenta alta e simmetrica, divisa su due livelli, al centro della facciata è posto il portone d'ingresso sul quale si erge un balcone, delle paraste scorrono fino al tetto e sorreggono un timpano triangolare.

### Il Parco

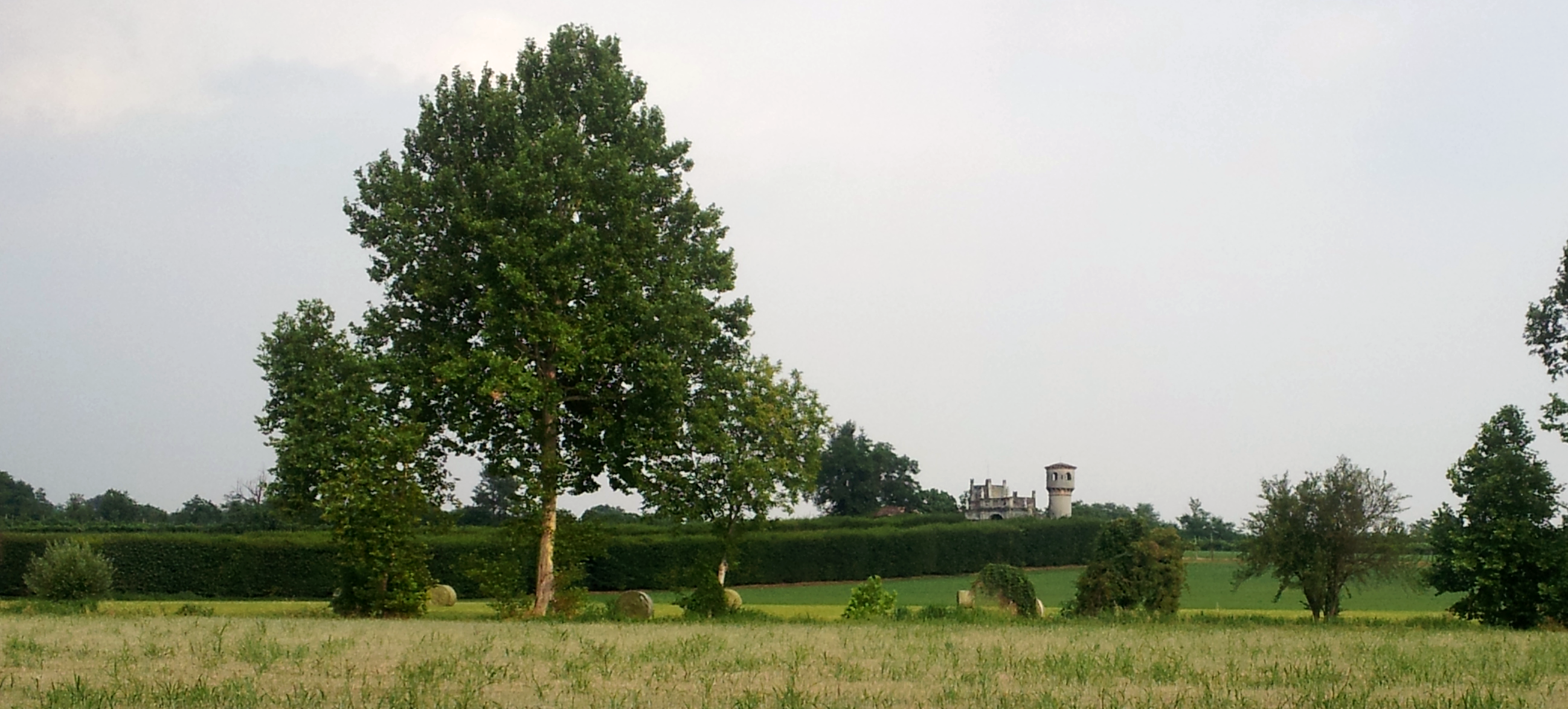
Vista del castelletto

La villa possiede un parco posto sul lato sud dell'edificio, il quale sfruttando una pendenza collinare forma un percorso di lunghe gallerie di carpini che parte dalla villa ed arriva alla sommità della collina, dove è posto un castelletto.

## Opere d'arte
Le decorazioni della galleria e del salone sono opera di Cristoforo Negri.
Gli affreschi della Sala di Apollo e della Sala di Diana sono opera del pittore bresciano Pietro Scalvini.